# Klassisches System (Königsindische Verteidigung)
|   | a | b | c | d | e | f | g | h |   |
| 8 |   |   |   |   |   |   |   |   | 8 |
| 7 |   |   |   |   |   |   |   |   | 7 |
| 6 |   |   |   |   |   |   |   |   | 6 |
| 5 |   |   |   |   |   |   |   |   | 5 |
| 4 |   |   |   |   |   |   |   |   | 4 |
| 3 |   |   |   |   |   |   |   |   | 3 |
| 2 |   |   |   |   |   |   |   |   | 2 |
| 1 |   |   |   |   |   |   |   |   | 1 |
|   | a | b | c | d | e | f | g | h |   |

Grundstellung des Klassischen Systems der Königsindischen Verteidigung nach 6. Lf1–e2
Beim Klassischen System der Königsindischen Verteidigung handelt es sich um eine Eröffnung des Schachspiels.
Das Klassische System der Königsindischen Verteidigung entsteht häufig nach den Zügen (siehe auch: Schachnotation):
1. d2–d4 Sg8–f6
2. c2–c4 g7–g6
3. Sb1–c3 Lf8–g7
4. e2–e4 d7–d6
5. Sg1–f3 0–0
6. Lf1–e2

## Hauptvarianten und Eröffnungsideen
Der weiße Aufbau mit 6. Lf1–e2 schwächt im Gegensatz zu beispielsweise Lf1–d3 nicht die Deckung des Bauern d4 (durch die weiße Dame). Er beugt sogar dem Fesselungszug ... Lc8–g4 vor, wodurch der strategische Kampf um den zentralen Punkt d4 unterstützt wird.
Zu den möglichen schwarzen Antwortzügen gehören:
- 6. … Lc8–g4, die Westerinen-Variante. 7. Lc1–e3 Sf6–d7 bereitet ... e7–e5 vor und will dann durch Druck auf den Bauern d4 den Vorstoß d4–d5 erzwingen.
- 6. … c7–c5, was nach 7. d4–d5 e7–e6 in Benoni-Stellungen oder nach 7. … c5xd4 8. Sf3xd4 in die Beschleunigte Drachenvariante überleitet.
- 6. … Sb8–a6 und
- 6. … e7–e5, die Hauptantwort auf das klassische System.
  - Nach 7. 0–0 gibt es 2 Strategien für Schwarz:
    - Die Klärung der Zentrumsstruktur durch 7. … Sb8–c6 8. d4–d5 Sc6–e7 zu einer Bauernkette um ungestört am Königsflügel anzugreifen, die sogenannte Mar del Plata-Variante. Dafür setzte sich um 1950 der Internationale Meister Lew Aronin ein. (Aufrechterhaltung der Spannung mit 8. Lc1–e3 hat nach 8. … Tf8–e8 9. d4–d5 Sc6–d4 10. Sf3xd4 e5xd4 11. Le3xd4 Sf6xe4 Vereinfachung zur Folge.)
      - Oft bereitete Weiß seinen Vormarsch am Damenflügel mit der Umgruppierung 9. Sf3–e1 Sf6–d7 10. Se1–d3 vor.
      - In den 1990er Jahren wurde der sogenannte Bajonettangriff mit 9. b2–b4 populär. Auf die schwarze Erwiderung 9. … Sf6–h5 kann Weiß mit 10. Tf1–e1 Sh5–f4 11. Le2–f1, anders als in Petrosjan – Gligorić, Zagreb 1970, Turm und Läufer umgruppieren. Dadurch bekommt er eine solide Verteidigungsstellung um seinen König und Druckspiel im Zentrum. Auf 10. … f7–f5 geht der weiße Königsspringer über g5 nach e6 und bringt Unruhe in den schwarzen Rückraum und ins Zentrum.[1]

    - Druck gegen e4 nach Öffnung der e-Linie: 7. … e5xd4 8. Sf3xd4 Tf8–e8 9. f2–f3 Sb8–c6. Das Manöver 10. Lc1–e3 Sf6–h5 11. f3–f4 Sh5–f6 stammt von Igor Glek.
    - Mit 7. … Sb8–d7 8. Tf1–e1 c7–c6 9. Le2–f1 a7–a5 bereitet Schwarz den Boleslawski-Wall vor, bei dem der Sd7 nach c5 geführt wird. Diese Verzögerung von ... e5xd4 kann Weiß allerdings zum Abschließen des Zentrums mittels d4–d5 nutzen.

Weitere Alternativen für Weiß sind:
- - 7. d4xe5 d6xe5 8. Dd1xd8 Tf8xd8, die Abtauschvariante.
  - 7. d4–d5 a7–a5 8. Lc1–g5, das Petrosjan-System.
  - 7. Lc1–e3, die Gligorić-Variante,
    - welche gegen 7. … Sb8–c6 8. d4–d5 Sc6–e7 gerichtet ist, weil nun 9. Sf3–d2 das Manöver ... Sf6–h5 verhindert. Nach 9. … Sf6–e8 erobert 10. g2–g4 f7–f5 11. g4xf5 g6xf5 12. e4xf5 Lc8xf5 13. Sd2–e4 das Blockadefeld e4. Weiß kann hier wie in der Makogonow-Variante noch lang rochieren und am Königsflügel angreifen.
    - Schwarz zieht deshalb lieber 7. … Sf6–g4 8. Le3–g5 f7–f6.
    - Gut ist auch 7. … c7–c6, worauf sowohl 8. d4–d5[2], 8. 0–0[3] als auch 8. Dd1–d2 gespielt wird.